# Wales National Ice Rink
Il Wales National Ice Rink (WNIR) fu un palazzetto dedicato all'hockey su ghiaccio a Cardiff, Galles. Era la casa dei Cardiff Devils e, aperto nel 1986, fu demolito nel settembre 2006.
Nell'aprile 2006 vi si disputò l'ultimo incontro con la speciale partita End of an Era, con ex giocatori dei Devils contro i Devils della stagione 2005-06. L'impianto rimase aperto per il pattinaggio libero, fino alla chiusura definitiva avvenuta nel mese di giugno.
In seguito alla chiusura è stata allestita temporaneamente il Cardiff Bay Ice Rink nella Cardiff Bay, in previsione di dotare la città di una soluzione definitiva.